# Tragédie du stade Corregidora
La tragédie du stade Corregidora se déroule le 5 mars 2022, lors d'un match du Championnat du Mexique de football opposant le Querétaro FC et l'Atlas FC. Une émeute éclate entre supporters adverses assistant au match au Stade Corregidora, à Santiago de Querétaro. Des vidéos publiées sur les médias sociaux montrent des groupes d'hommes frappant, donnant des coups de pied, fouettant, traînant au sol et déshabillant des victimes.
Selon la déclaration initiale de l'agence de protection civile de l'État de Querétaro, au moins 22 hommes ont été blessés. Ce nombre a été porté à 26 le lendemain matin. David Medrano Félix, de TV Azteca, a fait état d'un bilan officieux de 17 morts, mais c'est ensuite rétracté.

## Contexte
Le contentieux entre les supporters du Querétaro FC et de l'Atlas FC remonte à 2007, lorsqu'Atlas a battu Querétaro deux buts à zéro au Stade Jalisco lors d'un match comptant pour le tournoi de clôture du championnat du Mexique, un résultat qui a entraîné la relégation de Los Gallos Blancos, le surnom du Querétaro FC, en Liga de Ascenso. En raison de l'enjeu, ce match a été très suivi par les supporters de l'équipe visiteuse.
En 2010, alors que le Querétaro FC est de retour dans le championnat de Primera División, lors d'un match du Tournoi du Bicentenario, les supporters d'Atlas étaient plus nombreux que ceux de Querétaro au Stade Corregidora, et des heurts entre les supporters ont été signalés. Depuis lors, des conflits entre les supporters des deux clubs existent et les rencontres entre les équipes sont considérées comme potentiellement à risque.

## Émeutes
Le 5 mars 2022, à 17:00 CST (UTC-6), le rencontre entre le Querétaro FC et l'Atlas FC comptant pour la 9e journée du tournoi de clôture 2022 débute. Julio César Furch inscrit un but pour Atlas à la 28e minute, le seul de la rencontre.
La confrontation entre les supporters des deux clubs commence à la 57e minute et, à la 60e minute, un groupe de personnes réussit à déjouer le dispositif de sécurité et à envahir le terrain de jeu. le jeu est arrêté à la 63e minute. Au fil des minutes, les autorités perdent le contrôle, ce qui donne lieu à une bataille rangée entre les supporters des deux camps. La retransmission télévisée montre un mouvement soudain de foule dans les tribunes derrière le but du Querétaro FC. Quelques instants plus tard, les autorités autorisent l'entrée des spectateurs sur le terrain pour assurer leur sécurité et les deux équipes rentrent aux vestiaires. À la 102e minute, Le match est finalement suspendu,,. Un premier bilan fait état de 22 blessés dont deux graves, il est revu ensuite à la hausse avec 26 blessés dont trois graves

## Réactions
Atlas FC et Querétaro FC ont tous deux publié des déclarations sur les médias sociaux condamnant les émeutes et demandant aux autorités de poursuivre les instigateurs responsables,.
L'incident a été rapporté par tous les médias mexicains. Le gouverneur de l'État de Querétaro, Mauricio Kuri González, condamne la violence et donne des instructions « pour appliquer la loi avec toutes ses conséquences ». Le président de la Ligue de football mexicaine, Mikel Arriola, déclare que la violence était « inacceptable » et que des « punitions exemplaires » seraient infligées aux responsables des émeutes. Arriola s'est ensuite rendu à Santiago de Querétaro le lendemain pour rendre visite aux supporters blessés,,.
Le 7 mars 2022, le gouverneur n'avait toujours pas réussi à arrêter qui que ce soit, bien qu'il dispose de preuves photographiques des auteurs. Il n'a pas non plus pu fournir la preuve qu'il n'y avait pas eu de décès. Des déclarations de la CONCACAF et de la FIFA ont été faites le lendemain de l'émeute, condamnant la violence. La CONCACAF et la FIFA ont demandé aux autorités de rendre des comptes et ont déclaré que la CONCACAF apporterait tout son soutien à la Fédération mexicaine de football et à la Liga MX,.
Le 7 mars 2022, le président mexicain Andrés Manuel López Obrador annonce lors d'une conférence qu'il ne tiendrait pas le gouverneur de l'État comme responsable des émeutes, bien qu'il ne les ait pas condamnées,. L'entraîneur du Querétaro FC, Hernán Cristante, déclare que ses joueurs avaient également reçu des menaces de mort à la suite des émeutes.
Le 8 mars 2022, le CD Guadalajara annonce via son site Internet et ses médias sociaux que le club interdirait les barras de Guadalajara et du Club América lors de leur prochain derby le 12 mars,.
Le 9 mars 2022, Arriola déclare que les émeutes auraient pu affecter le rôle du Mexique dans l'organisation conjointe de la Coupe du monde de la FIFA 2026, affirmant que son rôle aurait été compromis s'il n'y avait pas eu de réponse à la violence.

## Conséquences
En réponse à l'événement, la Liga MX annonce que tous les matchs du dimanche seraient reportés et seraient reprogrammés à la demande du syndicat des joueurs, l'Asociación Mexicana de Futbolistas. La commission disciplinaire de la ligue ainsi que celle de la Fédération du Mexique de football ont ouvert une enquête sur les émeutes. Son homologue féminin, la Liga MX Femenil, annonce également que les rencontres du 6 mars seraient reportés et reprogrammés,.
La ligue confirme également que le match entre le Querétaro FC et Atlas FC sera reprogrammé à une date ultérieure où elle jouera le temps restant du match comme l'exige le règlement des compétitions de la ligue. En outre, la Liga de Expansión MX, la ligue de deuxième niveau du système de ligue de football mexicain, annonce également que tous les matchs prévus entre le 8 et le 13 mars 2022 seront joués à huis clos,. Au moins cinq officiels, des employés de la police et de la défense civile ainsi que trois personnes impliquées dans la planification et les préparatifs des rencontres ont été suspendus après les émeutes.
Le 8 mars 2022, la Liga MX interdit aux supporters d'assister aux matches à domicile du Querétaro FC pendant un an au maximum, exigeant que tous les matches à domicile soient joués à huis clos, interdit les barras, les associations de supporters, de Querétaro pendant trois ans au maximum, et interdit également aux propriétaires du club, Manuel Velarde, Gabriel Solares, Alfonso Solloa, Javier Solloa et Greg Taylor, de mener des activités liées au championnat pendant cinq ans au maximum. Elle exige également que le club soit transféré à un nouveau propriétaire. Le club sera transféré à ses propriétaires d'origine, Grupo Caliente, qui possède également le Club Tijuana et doit vendre le Querétaro FC d'ici la fin de l'année. Si le Grupo Caliente ne parvient pas à vendre le club, la ligue deviendra propriétaire du club. Elle décide également que le match était une victoire pour l'Atlas FC, le score enregistré étant une victoire trois buts à zéro. Elle condamne également les propriétaires actuels à une amende de 1,5 million de pesos mexicains, ordonne aux équipes de jeunes et féminines du club de jouer à huis clos, et interdit aux barras affiliés à Atlas FC d'assister aux matchs à domicile pendant une période pouvant aller jusqu'à six mois,,.
La ligue annonce également que de nouvelles mesures de sécurité et de sûreté seront mises en œuvre pour les équipes d'ici la saison 2022-23, y compris la reconnaissance faciale et les cartes d'identité des supporters où ils doivent enregistrer et identifier les membres des groupes de supporters d'une équipe, tandis que les mineurs seront désormais interdits d'être dans les sections des groupes de supporters. Elle interdit également la sécurité privée dans les stades et exige que la police d'État, locale et municipale assure la sécurité de toutes les rencontres. La Liga MX ne désaffiliera pas non plus Querétaro de la ligue pour éviter toute interférence avec le reste de la saison 2022 du Clausura,.
Le 8 mars, 14 suspects, tous de sexe masculin, ont été arrêtés en lien avec les violences. Deux d'entre eux ont été libérés peu après, faute de preuves.